# Fort Tourgis
Fort Tourgis ist die Ruine einer ausgedehnte Festung nordwestlich von Saint Anne auf der Kanalinsel Alderney.
Das Küstenfort, das 1855 fertiggestellt wurde, war für die Aufnahme einer Garnison von 346 Mann geplant und ursprünglich das größte der Forts aus viktorianischer Zeit auf Alderney. Auch war die Montage von 33 schweren Kanonen in fünf Batterien zusammen mit vier 13”-Mörsern geplant. Fort Albert, das nur ein Jahr später, 1856, entstand, sollte schließlich das größte und am schwersten bewaffnete Fort der Insel werden, aber auch noch heute ist Fort Tourgis eine beeindruckende Anlage.

## Geschichte
Die viktorianischen Forts auf Alderney waren zur Verteidigung der Insel und ihres Hafens gedacht, der eine britische Flotte aufnehmen sollte, die ein Gegengewicht zur Seemacht Frankreich im englischen Kanal darstellen sollte. Ab 1860 machte der Fortschritt in der Waffentechnik, insbesondere das Aufkommen von Geschützen mit gezogenen Läufen und mit Panzerplatten verkleideter Schiffe, die 18 Forts und Batterien der Insel und den neuen Hafen zunehmend verzichtbar. Aber etliche Forts, auch Fort Tourgis, wurden später mit moderneren Kanonen ausgestattet. 1886 bestanden die Verteidigungsanlagen der Insel aus 124 Kanonen, Mörsern und Haubitzen; 1893 waren nur noch Fort Albert und die Roselle Battery bewaffnet; Fort Grosnez hatte noch zwei Kanonen, die mit Männern der Miliz von Alderney besetzt waren. 1908 konnten nur noch Fort Albert mit seinen beiden, 1901 installierten 6-Kanonen und die Roselle Battery mit ihren beiden 12-Pfünder-QF-Kanonen die Insel verteidigen.
Ab dem Juli 1940, als Alderney und die anderen Kanalinseln von den Deutschen besetzt worden waren, wurden Verteidigungseinrichtungen entworfen, die sowohl die Seeroute von Cherbourg nach Saint-Malo schützen sollten, als auch einem möglichen britischen Angriff zur Rückeroberung des einzigen Teiles der britischen Inseln, der von den Deutschen besetzt worden war, standzuhalten. Aus Fort Tourgis wurde „Stützpunkt Türkenburg“. Fort Tourgis hat eine Zitadelle mit einem Kasernenblock, einem Hauptmagazin und anderen Einrichtungen, zusammen mit zwei kleinen Kanonenbatterien, eine nach Westen gerichtet (3 Kanonen) und eine nach Osten (2 Kanonen). Die Hauptbewaffnung des Forts war in drei Batterien untergebracht, die auf die See hinaus zeigten. Die Batterien sind voneinander und von der Zitadelle durch mit Zugbrücken versehene Gräben getrennt.
Nach umfangreichen Aufräumungs- und Sicherungsarbeiten, die vom Living-Islands-Projekt koordiniert und von Freiwilligen, die von der staatlichen Bauabteilung unterstützt wurden, ausgeführt wurden, ist nun ein Teil der nördlichen Verteidigungsanlagen von Fort Tourgis öffentlich zugänglich. Cambridge Battery (Nr. 2) ist ein hervorragendes Beispiel für die Anpassung der ursprünglichen, viktorianischen Befestigungen durch die deutschen Streitkräfte im Zweiten Weltkrieg, als Alderney einer der am schwersten befestigten Abschnitte von Hitlers Atlantikwall wurde.

## Beschreibung
In den 1920er-Jahren wurde Alderney effektiv entmilitarisiert, aber im Zweiten Weltkrieg kam durch die deutsche Besetzung neues Leben in die Festungen. Die Deutschen bauten fünf Artilleriebatterien, 23 Flugabwehrbatterien, 13 Stützpunkte, 12 Widerstandsnester, drei Verteidigungslinien und brachten 30.000 Minen auf die kleine Insel.
Fort Tourgis wurde von den Deutschen „Stützpunkt Türkenburg“ genannt. Installiert wurden eine Flugabwehrbatterie mit drei 20-mm-Flaks, zwei 10,5-cm-Küstenverteidigungskanonen, zwei 7,5-cm-Panzerabwehrkanonen, etliche Suchscheinwerfer und zahlreiche Maschinengewehre. Bemerkenswert war die Genialität und hohe Qualität der Planungsarbeiten, um ein früheres viktorianisches Fort mit Kriegsgerät des 20. Jahrhunderts auszurüsten.
Der wilde Bewuchs des Forts seit 1945 bietet einen idealen Lebensraum für wirbellose Tiere, kleine Säugetiere und Vögel. Turmfalken nutzen die Schießscharten in der östlichen Mauer als Nistplätze und die Felder und Wiesen außerhalb als Jagdgründe. Wiesenschmätzer und gelegentlich sogar Provencegrasmücken kann man in den Büschen beobachten, die über das Gestrüpp hinauswachsen.

### Deutscher Tunnel
Dieser Tunnel führt unter der viktorianischen Mauer hindurch durch das frühere Magazin der Cambridge Battery ins Fort. Er ermöglichte eine leicht zu nutzende Verbindung zwischen dem Fort und den Geschützbunkern draußen und bot eine kürzere Verbindung vom Fort Tourgis zum Fort Platte Saline und weiter.
Das Ausmaß und die Konzentration von Betonbauten der Besatzungsmacht wurde mit der Zeit zur Heimat einer großen Vielfalt von Wildtieren. Von Rauchschwalben (die oft im Tunnel nisten) bis zu eine Rarität auf den britischen Inseln, dem Bloxworth-Zünsler, bieten diese Spezies Tierbeobachtern ideale Möglichkeiten.

### Viktorianisches Magazin
Dieser Teil des Forts, der zur Lagerung von Pulver, Granaten und Munition genutzt wurde, versorgte die Cambridge Battery und war so gebaut, dass er sicher und trocken blieb.
In der ersten Bauphase war die Cambridge Battery (Nr. 2) mit acht 68-Pfünder- und 32-Pfünder-Kanonen ohne gezogene Läufe ausgestattet, die kugelförmige explosible oder nicht explosible Munition verfeuerten. Die Treibladungen wurden im Magazin zusammengestellt und in Pulversäcke verpackt. Diese wurden dann hinaus zur Kanonenbesatzung gebracht und die Kanonenläufe gerammt, gefolgt von der Kanonenkugel. Die Deutschen nutzten das Magazin vermutlich, da sie eine sehr dicke Betonmauer zum zusätzlichen Schutz bauten.

### Cambridge Battery
Batterie Nr. 2 war eine von fünf Batterien im Fort. Sie lag in der Nordostecke des Forts und war mit 68-Pfünder- und 32-Pfünder-Kanonen ohne gezogene Läufe ausgestattet. Diese feuerten von einer Geschützbank über Mauern mit Erdwällen. Die Kanonen waren auf schweren Holzplattformen installiert, die auf eisernen Drehpunkten mit kleinen Metallrädern rotierten. Diese liefen auf halbkreisförmigen oder kreisförmigen Schienen, die man heute noch deutlich sehen kann.
Die Schutzeinrichtungen der Batterie umfassten eine lange, nach Südosten gerichtete Mauer mit Schießscharten für Musketenfeuer zusammen mit einer Kaponniere, die nach Norden gerichtet war, um die Nordfassade des Forts zu flankieren.

### Deutscher Generator- und Besatzungsbunker
Auch wenn man seinen Zweck nicht genau kennt, so ist es doch wahrscheinlich, dass dieser Bunker einen kleinen Generator beherbergt haben könnte, der Strom für den benachbarten 60-cm-Suchscheinwerferstand lieferte. Ein alternativer oder zusätzlicher Zweck könnte der Schutz der Besatzung gewesen sein. Der Bunker liegt an einer Stelle, an der einst, in viktorianischer Zeit, eine schwere Kanone stand, die auf einem Drehpunkt und Schienen stand, die heute unter Beton begraben liegen. Heute kann man dort nistende Sperlinge beobachten; in einigen Jahren gibt es bis zu drei bewohnte Nester.

### Deutscher Suchscheinwerferbunker
Im Ersten und Zweiten Weltkrieg waren Suchscheinwerfer wichtige Teile aller Verteidigungsanlagen, um Meer und Himmel bei Nachtoperationen zu beleuchten. Oft wurden sie in Verbindung mit Geräuschdetektoren oder Radar benutzt. Auf Alderney gab es insgesamt 35 deutsche Suchscheinwerfer, von denen 24 einen Durchmesser von 60 cm hatten. Sechs von diesen waren in Bunkern untergebracht, die es nur auf Alderney gab. Die 60-cm-Einheit in diesen ungewöhnlichen Bunkern wurde auf Schienen in Position gebracht, die man heute noch im Boden sehen kann. Waren sie nicht im Einsatz, konnten sie in einen anschließenden Schutzraum zurückgefahren werden. Eine Drehscheibe ermöglichte eine Positionierung von diesem Schutzraum aus, um Bewegungen auf See, Angriffe auf dem Strand und möglicherweise auch Luftangriffe auf die Festung zu entdecken. Die Scheinwerfer hatten eine Reichweite von über 5 Kilometern.

### Natur in Fort Tourgis
Vom Suchscheinwerferstand kann man auf das Meer hinausblicken, aber auch zurück in das Fort. Hinter dem Betrachter liegt grobes Gestrüpp, efeuumrankte Mauern und wilde Büsche, die das Fort in den letzten 70 Jahren seit der Kapitulation der Deutschen überwuchert haben. Dies bildet heute einen wertvollen Lebensraum für Arten wie Turmfalken, Bussarde, Wiesenpieper, Wiesenschmätzer und Weißzahnspitzmäuse. Alderneys Forts wurden zu Bollwerken der Natur und viele Blütenpflanzen und Farne haben sich heute auf Fort Tourgis angesiedelt.
Die schnelle Wiederbesiedelung der Militäranlagen mit ihren sehr unterschiedlichen Lebensumständen und Lebensräumen ist einer der Gründe, aus denen Alderney eine Landschaft mit solch reichem Wildtier- und -pflanzenleben hat. Oft ist, was wie dürres Gestrüpp aussieht, voll von Leben.

### Suchscheinwerferbunker von Fort Tourgis
Vom Suchscheinwerferbunker aus hat man einen Panoramablick auf die Clonque Bay und Platte Saline. Nach Osten geht der Blick über die viktorianischen Forts Doyle und Grosnez. Nach links, nach Westen, überblickt man einen großen Teil von Alderneys Ramsar-Gebiet, ein Gebiet mit felsiger Küste, Inselchen und Lebensräumen auf dem Meeresgrund, die unter dem Schutz der RAMSAR-Konvention über Feuchtgebiete von internationaler Wichtigkeit stehen.
Die Aufwellungen, die von den Gezeitenflüssen von Alderneys Swinge geschaffen wurden, bieten die Nährstoffe, die Fische und damit wiederum Seevögel anlocken, sodass Alderney heute ein Zentrum für Seevögel im englischen Kana list. Man sieht reinweiße Tölpel mit ihren schwarzen Flügelspitzen oft in Formation fliegen; Kormorane trocknen ihre Flügel auf den Felsen; die braunen Brachvögel mit ihren langen, abwärts gebogenen Schnäbeln und die weißen Seidenreiher fangen Fische in den Gezeitentümpeln unterhalb des Bunkers.

### Viktorianischer Tunnel zur Kaponniere
Dieser Tunnel ermöglichte leichten Zugang zur Kaponniere von der Batterie aus. In viktorianischer Zeit gab es keinen anderen Zugang zur sicheren Kaponniere außerhalb des Forts. Der Tunnel war vermutlich durch Öllampen erleuchtet.

### Viktorianische Kaponniere
Nach dem modernen Aussehen seines Inneren meint man, die Kaponniere stamme aus der Zeit des Zweiten Weltkriegs, aber sie wurde in dieser Zeit nur geschickt umgebaut und verstärkt, indem man die ursprünglichen Steinmauern mit einer Betonverkleidung versah. So entstand ein Stand für zwei deutsche Maschinengewehre. Die meisten deutschen Bunker waren innen weiß gestrichen, die größeren aber oft mit Holzverkleidungen an Wand und Boden versehen. Von außen erkennt man klar, dass die Kaponniere Teil der viktorianischen Verteidigungseinrichtungen war; sie hatte wohl Schießscharten für Musketen, sodass man entlang der Mauern des Forts feuern und so einen Angriff abwehren konnte. Weitere Beispiele hierfür sieht man in Alderney bei den Forts Clonque und Raz, auch an der Ostseite der Zitadelle von Tourgis. Sie sind auch ein wichtiger Teil der Verteidigungsanlagen von Fort Albert, dessen tiefer Graben durch fünf Kaponnieren geschützt ist.

### Deutsche Bunker für Maschinengewehre und Panzerabwehrkanonen
Dieser große Raum kombinierte einen Maschinengewehrstand mit dem für eine 7,5-cm-Panzerabwehrkanone 40, die den weiten Feuerwinkel bestreichen konnte, der durch die große Schießscharte sichtbar ist. Die Panzerabwehrkanone konnte entlang einer Spur gezogen werden, die man heute noch auf dem Betonboden sehen kann. Dieser Bunker unbekannten Typs war nach verstärktem Feldordnungsstandard aus über einem Meter dickem Beton erstellt. Eine große, vermutlich schusssichere Türe ermöglichte den leichten Zugang zur Panzerabwehrkanone. Mit Ausnahme des Bunkers für das 10,5-cm-Jäger-Geschütz war keiner der Bunker gasdicht.

### Festung Türkenburg
Nach dem Juni 1940 war Alderney von den Deutschen besetzt und wurde stark befestigt. Fort Tourgis mit seiner leicht zu verteidigenden Lage auf einem Hang, der zum Meer hin abfällt, war ein idealer Standort für ein Verteidigungsbauwerk. So erforderte z. B. die Entwicklung von Angriffen mit Panzern und Amphibienfahrzeugen unter Zuhilfenahme von Landungsbooten starke Verteidigungsanlagen am Strand und Panzerabwehrgeschütze. Der erste Bunker am Eingang zur Festung beherbergte sowohl eine Panzerabwehrkanone als auch ein Maschinengewehr. Es gibt einen Tunnel von der viktorianischen Kaponniere, der vom Bunker für die 7,5-cm-Panzerabwehrkanone zugänglich ist und zur viktorianischen Batterie hinaufführt. Diese Kaponniere wurde von den Deutschen mit Beton verkleidet und mit Maschinengewehren und zwei nach Westen gerichteten Geschützständen bestückt.
Nach umfangreichen Aufräumungs- und Erhaltungsarbeiten, die Freiwillige unter der Leitung der staatlichen Bauabteilung durchführten, ist ein Teil der nördlichen Verteidigungseinrichtungen von Fort Tourgis heute öffentlich zugänglich. Die Cambridge Battery (Nr. 2) und ihre späteren deutschen Bunker sind exzellente Beispiele für die Anpassung originaler viktorianischer Befestigungen durch die deutschen Streitkräfte im Zweiten Weltkrieg, als Alderney zu einem der am stärksten befestigten Abschnitte von Hitlers Atlantikwall wurde.

### Deutscher 10,5-cm-Geschützbunker am Strand
Dieser beeindruckende, große Jäger-Bunker beherbergte eine Strandverteidigungskanone, Typ 10,5-cm-K331 (f). Dieser besondere Bunkertyp hatte sowohl eine Unterkunft für die Mannschaften als auch ein Magazin und wurde so nur auf den Kanalinseln gebaut. Das französische 10,5-cm-Beutegeschütz konnte den breiten Strand von Platte Saline bestreichen, der, wie viele andere Strände auf der Insel, empfindlich für Angriffe mit Landungsbooten und Panzern war.

## Restaurierung
Pläne für eine Restaurierung gibt es, aber eine Vereinbarung darüber konnte noch nicht getroffen werden (Stand Dezember 2012). Diese Arbeiten konnten noch nicht begonnen werden. Das verfallene Fort bleibt unter der Verwaltung der States of Alderney.